# Elvira – Herrscherin der Dunkelheit
Elvira – Herrscherin der Dunkelheit (Originaltitel: Elvira: Mistress of the Dark) ist eine US-amerikanische Horrorkomödie des Regisseurs James Signorelli aus dem Jahr 1988. Der Film schildert die Abenteuer der extravaganten Fernsehmoderatorin Elvira bei dem Kampf um eine Erbschaft in einer kleinbürgerlichen amerikanischen Provinzstadt. In Westdeutschland hatte der Film am 8. Juni 1989 Premiere. Ein auf dem Film basierendes Computerspiel wurde 1990 für mehrere damals populäre Computersysteme veröffentlicht.

## Handlung

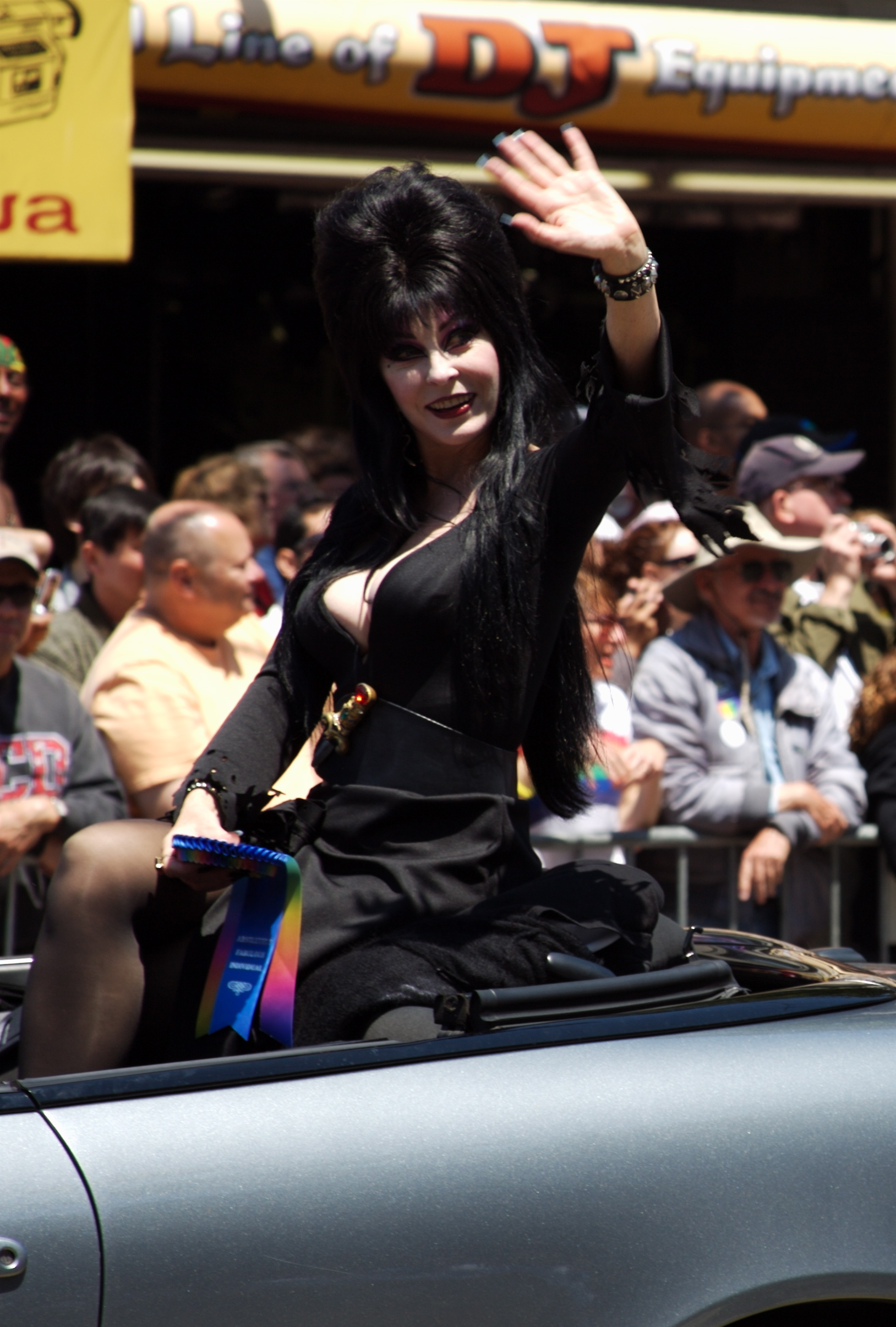
Peterson kostümiert wie Elvira bei der San Francisco Gay Pride Parade 2006.

Die flamboyante Elvira präsentiert als Fernsehmoderatorin billige Horrorfilme im Nachtprogramm und träumt von ihrer eigenen Las-Vegas-Show. Ausgefallenes Make-up bei blassem Teint und großzügig geschnittene Kleider, die ihr Dekolleté zur Geltung bringen, sind ihr Markenzeichen. Die plötzliche Botschaft von einer überraschenden Erbschaft durch ihre verstorbene Großtante Morgana Talbot kommt ihr äußerst gelegen, da sie gerade ihren Job verloren hat, nachdem sie sich geweigert hat, mit ihrem neuen Chef zu schlafen. Das in Aussicht stehende Erbe, eine Villa in der neuenglischen Stadt Fallwell, Massachusetts, verspricht Elviras Traum einer eigenen Bühnenshow, die eine finanzielle Investition von 50.000 Dollar erfordert, doch noch zu ermöglichen.
Nach ihrer Ankunft in der erzkonservativen Kleinstadt handelt sich Elvira, um keinen schnodderigen Spruch verlegen, durch ihr exzentrisches Auftreten, verbunden mit offenherzigen und körperbetonten Outfits, schnell den Unmut der sittenstrengen Bewohner ein. Die erhoffte Erbschaft ist enttäuschend, neben einer verfallenen viktorianischen Villa und einem neurotischen weißen Pudel namens Algonquin umfasst sie lediglich noch ein dubioses Kochbuch.
Mit grellen Farben stylt Elvira die häusliche Ruine und den weißen Pudel, dem sie eine schrill-bunte Punk-Rock-Frisur rasiert, in ihrem eigenen poppigen Stil knallig auf. Bei der Renovierung der Villa helfen ihr in der Stadt lebende Jugendliche, mit denen sie schnell Freundschaft schließt, als Arbeitskräfte. Als Elvira mit ihrem neuen Freund Bob Redding, dem Betreiber eines örtlichen Kinos, in der Villa auf dem Wohnzimmersofa sitzt, begibt sich Elvira in die Küche, um anhand des vermeintlichen Rezeptbuchs einen deftigen Eintopf zu kochen. Doch beim anschließenden Abendessen entspringt dem heißen Kochtopf plötzlich ein Monster mit langer Schnauze und scharfen Zähnen (auf Englisch: the pot monster), das sowohl Elvira als auch Bob angreift und nach einem wilden Kampf in einem Küchenhäcksler verendet. Es stellt sich heraus, dass das Buch keine Kochrezepte, sondern diabolische Zauberformeln enthält. Für das Picknick des lokalen Moralitätsclubs bereitet Gothic-Vamp Elvira den dämonischen Eintopf erneut zu, in der süffisanten Absicht, das Monster darin auf die unwissenden Clubmitglieder loszulassen. Allerdings vertut sich Elvira bei der Rezeptur, wodurch das verwunschene Gericht stattdessen als Aphrodisiakum wirkt und unter den puritanischen Picknick-Besuchern eine enthemmte Orgie auslöst.
Elviras undurchsichtiger Onkel Vinnie versucht, ihr das Buch, hinter dem er schon seit über 300 Jahren her ist, abzukaufen. Weil Elvira dies ablehnt, hetzt er durch eine Intrige die Dorfbewohner gegen sie auf. Als mutmaßliche Hexe denunziert wird Elvira zur öffentlichen Verbrennung auf einem Scheiterhaufen an einen Pfahl gefesselt und kann der Situation mithilfe eines roten Zauberrings nur knapp entkommen. Inzwischen hat Vinnie das Buch aus ihrer Villa gestohlen. Elvira erkennt, dass er ein dämonischer Zauberer ist. In einem Showdown zwischen den beiden, der Elvira und Onkel Vinnie über einen vernebelten Friedhof führt und in dessen Verlauf die alte Villa in Flammen aufgeht, verbannt sie den bösen Hexer in die Unterwelt und kann das Buch zurückerobern. Am Ende versöhnt sich Elvira mit der reumütigen Dorfbevölkerung. Da ihr Onkel nun tot ist, fällt das vollständige Erbe von Großtante Morgana rechtlich an sie, weshalb Elvira schließlich ihre Bühnenshow in Las Vegas mit athletischen Tänzern in roten Teufelskostümen inszenieren kann.

## Deutsche Fassungen
Es existieren zwei deutsche Synchronfassungen, die erste entstand bei der Cinephon Filmproduktions GmbH, Berlin. Dr. Michael Nowka schrieb das Dialogbuch und Peter Baumgartner führte Regie. Die zweite entstand bei der EuroSync GmbH, Berlin. Thomas Danneberg schrieb das Dialogbuch und führte Regie.
| Figur           | Darsteller              | Deutscher Sprecher  | Deutscher Sprecher (2000) |
| --------------- | ----------------------- | ------------------- | ------------------------- |
| Elvira          | Cassandra Peterson      | Alexandra Lange     | Joseline Gassen           |
| Morgana Talbot  | Cassandra Peterson      | Anita Lochner       | Heike Schroetter          |
| Vincent Talbot  | William Morgan Sheppard | Heinz Theo Branding | ?                         |
| Bob Redding     | Daniel Greene           | Norbert Langer      | Thomas Danneberg          |
| Patty           | Susan Kellermann        | Gisela Fritsch      | Kerstin Sanders-Dornseif  |
| Chastity Pariah | Edie McClurg            | Edeltraut Elsner    | Liane Rudolph             |
| Mr. Glotter     | Kurt Fuller             | Joachim Pukaß       | ?                         |
| Travis          | Jeff Conaway            | Jürgen Heinrich     | Bernd Schramm             |
| Lesley Meeker   | William Duell           | ?                   | Santiago Ziesmer          |
| Mrs. Meeker     | Pat Crawford Brown      | Ursula Diestel      | Regina Lemnitz            |
| Robin Meeker    | Ellen Dunning           | Uschi Hugo          | Johanna Schneider         |

## Hintergründe
Die Schauspielerin Cassandra Peterson wurde in den USA bereits vor dem Kinofilm als Gastgeberin und Moderatorin Elvira, Mistress of the Dark (Elvira, die Herrin der Dunkelheit) bekannt. Ihre wöchentliche Fernsehsendung auf dem Sender KHJ, Los Angeles hieß Movie Macabre. Ihr ungewöhnliches Erscheinungsbild mit eng anliegenden, tief geschnittenen Kleidern ist in Film und Sendung praktisch identisch. Den Film beendet Elvira genau wie die einzelnen Episoden der TV-Serie mit ihrem Standardspruch als Abschiedsformel: „Unerfreuliche Träume!“ (auf Englisch Unpleasant dreams!).
Als Fortbewegungsmittel fährt Elvira einen pechschwarzen uramerikanischen Ford Thunderbird Convertible Baujahr 1959 mit Weißwandreifen (auf Englisch: the macabre mobile), verziert mit Totenköpfen, Knoblauch am Rückspiegel und einem silbernen Spinnenweben-Kühlergrill. Die Sitze im Thunderbird tragen das Muster eines Leopardenfells. Für die optische Gestaltung des verchromten Thunderbirds war der Fahrzeug-Designer George Barris (* 20. November 1925 – † 5. November 2015) zuständig gewesen, der auch an den Entwürfen für das berühmte Batmobil der Batman-Fernsehserie in den 1960er Jahren mitgewirkt hatte.
Auf dem Reisekoffer, den Elvira bei der Ankunft in der Kleinstadt Fallwell mit sich trägt, prangen Aufkleber der Rockbands Anthrax, Ramones, TSOL, Suicidal Tendencies und Dirty Rotten Imbeciles. In der Szene, in der die Jugendlichen von Fallwell im Kino sitzen, schauen sie sich unter Moderation von Elvira eine Mitternachtsvorführung des Horrorfilms Angriff der Killertomaten von 1978 an.
Das aus dem brodelnden Kochtopf springende pot monster entstammt der Fantasie des Animators und Kostümdesigners Doug Beswick, der ebenso an Filmen wie Ghostbusters – Die Geisterjäger (1984), Beetlejuice (1988) sowie Gremlins 2 (1990) mitgearbeitet und die außerirdische Cantina Band aus Krieg der Sterne (1977) hergestellt hatte.
1989 war Cassandra Peterson für ihre Rolle im Elvira-Kinofilm für die Goldene Himbeere in der Kategorie Schlechteste Schauspielerin nominiert, am Ende ging der Negativpreis an Liza Minnelli für ihre darstellerische Leistung in den beiden Filmen Rent-a-Cop und Arthur 2 – On the Rocks.
Wegen der starken Ähnlichkeit mit der älteren filmischen Figur Vampira aus den 1950er Jahren, damals verkörpert von der Schauspielerin Maila Nurmi, etwa in dem Science-Fiction-Film Plan 9 aus dem Weltall von 1959, kam es zu einem Gerichtsverfahren gegen Schauspielerin Cassandra Peterson mit dem Vorwurf des Plagiats. Das Verfahren ging zugunsten von Peterson aus.
Im Jahr 2001 erschien ein zweiter Spielfilm namens Elvira’s Haunted Hills mit Schauspielerin Cassandra Peterson in der Titelrolle als Elvira.
Als Parodie auf die Figur Elvira kreierten die Macher der amerikanischen Zeichentrickserie Die Simpsons den Charakter Barbara „Booberella“ Lelavinsky, der seit 2003 in mehreren Episoden der Serie auftritt.

## Kritik
„Derber Klamauk als Werbeveranstaltung für die Hauptdarstellerin, die tatsächlich Moderatorin einer Horror-Show im amerikanischen Fernsehen ist.“

## Adaptionen
1990 veröffentlichte das britische Entwicklerstudio Horror Soft das an den Film angelehnte Computer-Rollenspiel Elvira: Mistress of the Dark für damals gängige Heimcomputer. Die Handlung dieses Spiels setzt unmittelbar nach dem Film an. Dieses Spiel erhielt 1992 noch einen Nachfolger namens Elvira II: The Jaws of Cerberus, welches die Handlung fortführt.
1991 veröffentlichte Flair Software ein Side-Scroller-Spiel für verschiedene Heimcomputer namens Elvira: The Arcade Game, welches lose auf der Filmhandlung basiert.